# Demonax bakerioides
Demonax bakerioides är en skalbaggsart som beskrevs av Dauber 2006. Demonax bakerioides ingår i släktet Demonax och familjen långhorningar. Inga underarter finns listade i Catalogue of Life.